# یواس‌اس سانکوک (ای‌ان-۸۰)
یواس‌اس سانکوک (ای‌ان-۸۰) (به انگلیسی: USS Suncook (AN-80)) یک کشتی بود که طول آن 168' 6" بود. این کشتی در سال ۱۹۴۵ ساخته شد.